# Frederica
Frederica város az USA Delaware államában, Kent megyében Lakosainak száma 1073 fő (2020. április 1.).

## Története
Frederica városa része annak a földterületnek, amelyet eredetileg William Penn adományozott Boneny püspök úrnak, és amelyet a megmaradt nyilvántartásokban St. Collom néven jelöltek meg.  A Murderkill folyó kanyarulatát, amely később kikötővé vált, először Indian Pointnak hívták.  Amint jelentősége a korai betelepülők számára egyre növekszik, Johhny Cake Landing néven újra meg fogjeleni.  A vízpart részletes felmérését 1758-ban végezték el, és azt a telket, ahol a hajózási tevékenység nagy része bekövetkezett, Goforth Landing-nek nevezték el.  Ez a parcella olyan magot biztosított, amely körül Jonathan Emerson 1772-ben felmérte és a város többi részét is kimérte. 1796-ban egyik lánya, akit aggasztott, hogy a Barratt kápolnához, ami egy történelmi metodista nevezetesség oly közel fekvő várost, mely Johhny Cake Landing meglehetősen informális nevét viselte, javasolta, hogy nevezzék át Frederica Landingre.  Ez a név megragadt, és Frederica városát hivatalosan is beépítette az állami törvényhozás 1826-ban hozott törvénye. 1855-ben hatályon kívül helyezték az 1826-os alapító okiratot.  A város határait körülhatároló szakasz azonban megmaradt.  Tíz évvel később, 1865-ben Frederica városát újra alapították.  Ezen reincorporációk között Frederica lakossága közel 100 fővel nőtt.
Több más Kent megyei folyóvároshoz hasonlóan Frederica városa a Murderkill folyó partja mentén, az első viszonylag szilárd szárazföldön, a Murderkill folyó partján, egy olyan helyen állt, ahol még hajózható volt.  Ez körülbelül hat mérföldnyire van a Delaware-öböl partjától, ahol akkor termékeny mezők és sűrű fenyő-, fehér tölgy-, luc- és diófák voltak.  A város vizes élőhelyek között a „Frogtown” becenévhez vezetett, mivel a  területen sok béka élt, a becenév a mai napig megragadt, és a Frederica Önkéntes Tűzoltóság teherautóin látható.  Ezek a földrajzi tényezők a város gazdaságát uraló hajózási és hajógyártási tevékenységeket eredményezték.  Másik tényező a dinamikus és virágzó Philadelphia város közelsége volt, valamint a hajóval való könnyű elérése rakpartjaihoz és kikötőihez olyan időben, amikor az utak gyakran járhatatlanok voltak.  Évtizedekig Frederica vagyona ugyanolyan szorosan kapcsolódott Philadelphiához, mint Kent megye többi városához, a köztük lévő kényelmes vízi út miatt.
A korai betelepülők nem voltak restek kiaknázni ezeket a lehetőségeket.  A gyarmati időkben a Murdelkilen szállított legfontosabb rakomány szalonna, marhahús, kukorica, búzaliszt, cédruszsindely, sajt, vaj, kátrány, szurok és keményfa deszkák voltak.
Frederica városa kikötői jelentősége kissé csökkent 1857-ben, amikor a vasút átvette a fűrészáru és kéreg szállítását.  A vasút hatékony szárazföldi szállítást hozott Kent megyébe, ami azt eredményezte, hogy a gabona-, termék- és ömlesztett műtrágya-üzletág egyre nagyobb hányadát terelték el a folyami hajózástól.  A megyei útrendszer fejlesztése inkább a vasút előnyére szolgált, mint a kikötőkre, különösen akkor, amikor a vonatok hűtött szállítást tudtak kínálni szigetelt kocsikban jégakukkal. Frederica városa hajózási érdekei keményen küzdöttek Delawarenél megakadályozásáért.  A vasút elhalad a város közelében, aminek következtében a növekedés leállt, és a közösség még jobban elszigetelődött a szomszédos városoktól.  Miután rájöttek tévedésükre, Frederica polgárai nagy kampányt indítottak egy vasúti összeköttetés megszerzése érdekében, egy időben még odáig is eljutottak, hogy béreltek egy olyan vonalat, amely Dovert Milfordhoz köti össze a városon áthaladó útvonalon.  Ez soha nem valósult meg, megosztva egy másik terv sorsát, amely Frederica városát Feltonhoz köti össze egy hét mérföld hosszú ággal.  40 év hiábavaló erőfeszítés után a város feladta a vasutat.  Jelenleg a legközelebbi vasútállomás Feltonban (körülbelül hét mérföldre nyugatra) és Doverben (körülbelül tíz mérföldre északra) található.
Körülbelül 1890-ben az utolsó hajógyár bezárult, de más nyereség- és foglalkoztatási források más iparágakban is megtalálhatók voltak.  1887-re Frederica három konzervgyárral rendelkezett, köztük a Reynolds és a Postles konzervgyárral, amelyek akkoriban a legnagyobbak az Egyesült Államokban.  Egyéb vállalkozások közé tartozott a Rodgers és a Son műtrágyagyártás, a Lewis kalapgyár, két ecsetgyár, egy kádár, egy hentes, egy szálloda, egy ruházati ház és tíz vegyesbolt.  A Frederica és a Philadelphia Navigation Company tulajdonában lévő és irányított Frederica gőzhajózási szolgáltatása a vasúttal versenyképes áron és sebességgel biztosította a közlekedést, lehetővé téve a város számára, hogy a 20. századig is megtartsa Philadelphia piacait.  A nagy gazdasági világválság beköszöntével a gőzhajó rontotta a jövőre vonatkozó kilátásait.  Az Egyesült Államok 113-as útjának az 1920-as évek közepén végzett fejlesztései eredményeként a Barratt kápolnánál a Murderkillen át egy átjáró épült, amely gyakorlatilag elzárta a várost az öböltől.  A helyi utak fejlesztése azt jelentette, hogy Frederica polgárai könnyebben eljuthattak Harringtonba, Doverbe és Wilmingtonba, és nem függtek annyira Philadelphiával való kapcsolatuktól.  A gőzös üzleti tevékenysége megszakadt, a vasutak kapták meg az utolsó szállítmányt.  Röviddel ezután a vasutat nehéz autópálya teherautók kiszorították.  A tengeri tevékenység addig szűnt meg, amíg kisméretű osztriga- és tokhalhalászatból állt, amely mára eltűnt.
Ma a kikötő csendes, a konzervgyárak zárva vannak, és sokan a korábban virágzó vállalkozások közül.  Az autó- és teherautó-forgalom a Coleman Dupont autópályán és az amerikai 113-as úton kerüli meg a várost, szállítva azokat az utasokat és árut, amelyeket egykor Frederica hajók szállítottak volna.  A megye más részein bekövetkezett változásoktól védve, először vasúttal, majd autópálya-szállítással, Frederica ritka képet nyújt Kent Count egyik legkorábbi vízalapú gazdaságáról.

## Demográfia
Az etnikai megoszlás 2010 ben a következő volt
491   63,4%    fehér
143   18,5%    afro-amerikai
98    12,7%    latin-amerikai
35    4,5%     egyéb
7     0,9%     ázsiai
2017 es adatok alapján a lakosság 16,7% a élt a szegénységi küszöb alatt.